# 담양 죽산농악
담양 죽산농악은 전라남도 담양군 일원에서 행해지는 농악이다. 2005년 6월 13일 담양군의 향토문화유산(무형) 제1호 담양 죽산매구로 지정되었다가, 2016년 4월 20일 담양 죽산농악으로 명칭이 변경되었다.

## 개요

### 담양 풍물굿
전통적으로 전라도 동부의 산간지역을 좌도(左道)라 하고, 서부의 평야지역을 우도(右道)라고 지칭해 왔다. 이런 구분에 의해 동부지역의 풍물을 우도 풍물(우도 농악), 좌도 서부지역의 풍물을 좌도 풍물(좌도 농악)이라고 불렀다. 
담양은 이러한 구분으로 볼 때 접경지역에 해당하여 좌도 풍물과 우도 풍물이 공존하고 있다고 보아야 한다. 즉 농지가 많은 대전면, 수북면, 봉산면, 고서면 등은 우도 굿다운 모습을 보이고, 산지가 많은 용면, 무정면, 금성면 등은 좌도 굿의 전통이 강하게 나타난다. 한 지역 안의 좌ㆍ우도 굿의 공존은 문화적 다양성은 물론 두 풍물굿과는 대비되는 또 다른 풍물의 전승으로 이어지기도 하는 장점이 있다. 

### 죽산농악 유래와 계보
죽산마을의 성촌(成村) 시기는 약 650여년 전인 고려시대 말기로 마을 뒷산(靈泉山)에서 신령이 내려준 약수로 인한 마을의 안녕이 깃들며, 마을 앞에 푸른 대나무밭이 있어 마을 명칭이 유래하였다고 한다. 
죽산마을의 매구는 마을의 마당밟이와 걸궁 등에서 주로 연행되었으며, 상쇠인 정사동은 죽산 매구가 군사훈련에서 사용되는 군법에서 유래되었다고 전하는데, 그와 관련된 문굿과 진풀이가 전승되고 있다. 
죽산 매구는 약 150여 년 전부터 시작되어, 상쇠 계보는 송고(보)요 - 최복초(崔復初, 1871. 3. 1생) - 공병만(孔炳萬, 1896. 9. 19생) - 정사동으로 이어지고 있으며, 현 상쇠인 정사동은 최복초가 상쇠일 때부터 부쇠로 따라다니며, 담양은 물론 광주, 순창 등지를 다녔기 때문에 보다 뛰어난 가락을 갖추고 있다고 평가되고 있다. 

### 죽산농악 특징
1. 계통과 계보가 분명하며, 전통적인 마을굿과 걸립굿이 잘 계승되고 있다.
2. 좌우도 굿의 특징을 공유하고 있다.
3. 담양 문굿은 다른 지역에서 찾아보기 힘든 농악이다.
4. 마당 밟이는 전통적인 멋과 신명을 잘 보여준다.
5. 걸립굿의 전통과 함께 개성적인 판굿이 전승되고 있다.

## 명칭 변경사유
'매구'라는 단어가 일반인이 쉽게 이해하지 못하는 용어로써 전수생 모집 및 홍보에 적지 않은 어려움이 뒤따르고, 강릉농악․임실 필봉농악 등 중요(시도)무형문화      재 등 '농악'으로 명칭을 통일하고 있으므로 담양 죽산매구의 향토무형문화유산 명칭을 변경한다.
- 변경내용
  - 향토무형문화유산 명칭 : 담양 죽산매구 → 담양 죽산농악
  - 보존단체명 : 담양 죽산매구보존회 → 담양 죽산농악보존회

## 참고 자료
- 담양 죽산매구굿 - 담양군